# Previos de micrófono
En el ámbito de los estudios de grabación profesionales, uno de los componentes de más importancia es el referido a los previos o preamplificadores de micrófono o transductor, por los cuales la grabación de la señal captada por el micrófono variará de una forma u otra.

## Funcionamiento
El preamplificador no es más que un circuito eléctrico que eleva el voltaje que proporciona el transductor a su salida para alcanzar el nivel de línea, y así poder trabajar con una correcta señal a través de nuestro estudio de grabación. El diseño del previo es muy importante: dado que maneja unas ganancias elevadas, puede también amplificar su propio ruido eléctrico y distorsión; la impedancia que conectemos a la entrada del previo, y la impedancia de salida de este es lo que determina el comportamiento del preamplificador. Un buen pre-amp estará diseñado para conseguir el mínimo ruido y distorsión.

## Previos internos
Nos referimos a previos internos, a los preamplificadores que se encuentran dentro de nuestra mesa de mezclas. La calidad de estos es ligeramente menor que a la de los previos externos, además de que cada preamplificador tiene un sonido característico y muchos ingenieros prefieren elegir una suma de transductor y previo para una correcta grabación.

## Previos externos
Los previos son externos cuando no se encuentran dentro de la mesa de mezclas. Suelen tener una mayor calidad aunque su precio es más elevado dependiendo del modelo y fabricante. Frecuentemente, los previos externos suelen tener una mejor respuesta en frecuencia, dado que son exclusivamente dedicados a la parte microfónica de todo el recorrido dentro del estudio de grabación. A mejores componentes, mayor precio tendrá el preamp.

## NEVE-1071
El módulo 1071 originalmente acoplado a una mesa de mezclas, ha sido reconfigurado para montarlo como un dispositivo externo. Tiene un gran sonido potente y muy característico. Aunque el original tenía una sección de ecualización incorporada, su versión moderna (DPA) no la trae consigo.

## Telefunken V-76/V-72[2]

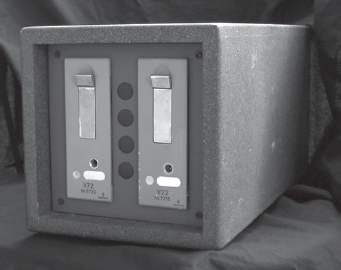
Telefunken V-76

Hoy en día son difíciles de encontrar. Utilizados antiguamente en mesas basadas en tubos de vacío como la REDD37 de Abbey Road Studios. Tenían una ganancia muy elevada y un sonido cálido, característico de la época (1960).

## API-512/-312[3]
Muy utilizados en grabaciones de baterías. Aunque el modelo 312 es bastante antiguo y está descatalogado, aunque su predecesor API-512 puede conseguirse hoy en día. Tiene un sonido redondo, así como unos graves predominantes, y claro y suave en las frecuencias altas. Esto es debido a la calidad de sus transformadores.

## Previos modernos

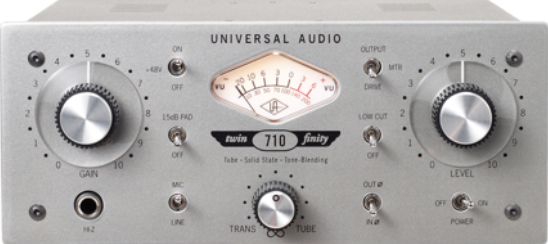
Universal Audio 710
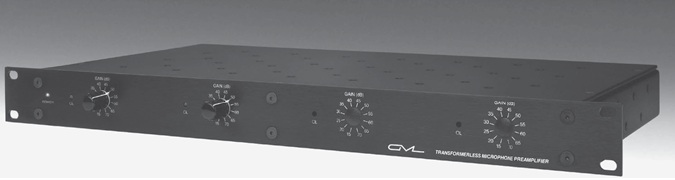
Previo GML
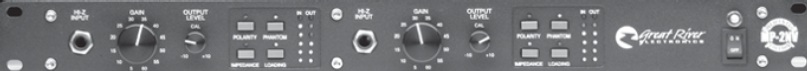
Great River MP-2N

Los previos modernos cumplen la misma función que los previos de época. Hay algunos preamplificadores que tratan de emular el sonido vintage y hay otros que intentan tener una relación ruido/distorsión muy baja, sonando limpios y cristalinos.
Los previos de Universal Audio incluyen una topología variable(sonido valvular o de estado sólido), incluyendo un sonido cálido característico de las válvulas. Constan de 2 entradas y una única salida, incluyendo una entrada de alta impedancia (hi-Z) para instrumento. Siguen teniendo una ganancia de +70dB. El modelo anterior a este, el UA-610 se ha utilizado para grabar a Frank Sinatra o a los Beach Boys.
Los previos GML son diseñados por George Massenburg, un ingeniero de grabaciones famoso por sus ecualizadores paramétricos. Constan de gran calidad en todos sus componentes, y son una referencia en todos los estudios de grabación profesionales. Todos sus previos tienen una gran transparencia, dejando pasar un sonido muy puro. Utiliza condensadores electrolíticos y transistores bipolares sin ningún tipo de transformador en su interior, consiguiendo que no haya prácticamente ruido en la señal.
Los previos Great River son el estandarte de los previos modernos con sonido vintage. Su modelo MP-2NV consigue emular la circuitería y el sonido del módulo de época Neve-1073. Es muy preciso y transparente, trabajando con una ganancia muy elevada, normalmente utilizada para "engordar" el sonido de las guitarras eléctricas, sin llegar a tener demasiada distorsión propia del preamplificador. Maneja ganancias de 70 dB (-25dB a +10 dB ).